# Servisch voetbalelftal in 2007
Het Servisch voetbalelftal speelde in totaal tien interlands in het jaar 2007, het eerste volledige jaar als onafhankelijke natie na de opsplitsing Servië en Montenegro. Na het WK van 2006, waar nog onder de naam van Servië en Montenegro werd gespeeld, ging ook het nationaal voetbalelftal verder als een onafhankelijke staat. De selectie stond onder leiding van de Spaanse bondscoach Javier Clemente. Op de FIFA-wereldranglijst steeg Servië in 2007 van de 33ste (januari 2007) naar de 27ste plaats (december 2007). Middenvelder Nenad Kovačević van RC Lens begon als enige in alle tien duels in de basisopstelling.

## Balans
| Wedstrijden | Wedstrijden | Wedstrijden | Wedstrijden | Doelpunten | Doelpunten | Doelpunten | Punten |
| Gespeeld    | Winst       | Gelijk      | Verlies     | Voor       | Tegen      | Saldo      | Punten |
| ----------- | ----------- | ----------- | ----------- | ---------- | ---------- | ---------- | ------ |
| 10          | 3           | 5           | 2           | 16         | 10         | +6         | 1.100  |

## Interlands
|                                                           |                                                |       |                  |                                                                                   |
| 24 maart EK-kwalificatie № 7 «onderlinge duels» 19:00 uur | Kazachstan                                     | 2 – 1 | Servië           | Zentralstadion, Almaty Toeschouwers: 15.000 Scheidsrechter: Vladimír Hriňák (SVK) |
| 24 maart EK-kwalificatie № 7 «onderlinge duels» 19:00 uur | Kajrat Asjirbekov 47' Nurbol Zhumaskaliyev 61' |       | 68' Nikola Žigić | Zentralstadion, Almaty Toeschouwers: 15.000 Scheidsrechter: Vladimír Hriňák (SVK) |

|                                                           |                    |       |          |                                                                                           |
| 28 maart EK-kwalificatie № 8 «onderlinge duels» 20:30 uur | Servië             | 1 – 1 | Portugal | Stadion Crvene zvezde, Belgrado Toeschouwers: 40.000 Scheidsrechter: Bertrand Layec (FRA) |
| 28 maart EK-kwalificatie № 8 «onderlinge duels» 20:30 uur | Boško Janković 37' |       | 5' Tiago | Stadion Crvene zvezde, Belgrado Toeschouwers: 40.000 Scheidsrechter: Bertrand Layec (FRA) |

|                                                         |         |                                       |        |                                                                                            |
| 2 juni EK-kwalificatie № 9 «onderlinge duels» 18:15 uur | Finland | 0 – 2                                 | Servië | Olympiastadion, Helsinki Toeschouwers: 33.615 Scheidsrechter: Manuel Mejuto González (ESP) |
| 2 juni EK-kwalificatie № 9 «onderlinge duels» 18:15 uur |         | 3' Boško Janković 86' Milan Jovanović |        | Olympiastadion, Helsinki Toeschouwers: 33.615 Scheidsrechter: Manuel Mejuto González (ESP) |

|                                                               |                                                        |       |                                               |                                                                                         |
| 22 augustus EK-kwalificatie № 10 «onderlinge duels» 20:45 uur | België                                                 | 3 – 2 | Servië                                        | Koning Boudewijnstadion, Brussel Toeschouwers: 19.202 Scheidsrechter: Terje Hauge (NOR) |
| 22 augustus EK-kwalificatie № 10 «onderlinge duels» 20:45 uur | Mousa Dembélé 10' Kevin Mirallas 30' Mousa Dembélé 88' |       | 73' Zdravko Kuzmanović 90' Zdravko Kuzmanović | Koning Boudewijnstadion, Brussel Toeschouwers: 19.202 Scheidsrechter: Terje Hauge (NOR) |

|                                                               |        |       |         |                                                                                           |
| 8 september EK-kwalificatie № 11 «onderlinge duels» 20:15 uur | Servië | 0 – 0 | Finland | Stadion Crvene zvezde, Belgrado Toeschouwers: 15.000 Scheidsrechter: Eric Braamhaar (NED) |
| 8 september EK-kwalificatie № 11 «onderlinge duels» 20:15 uur |        |       |         | Stadion Crvene zvezde, Belgrado Toeschouwers: 15.000 Scheidsrechter: Eric Braamhaar (NED) |

|                                                                |           |       |                        |                                                                                        |
| 12 september EK-kwalificatie № 12 «onderlinge duels» 22:00 uur | Portugal  | 1 – 1 | Servië                 | Estádio José Alvalade, Lissabon Toeschouwers: 53.000 Scheidsrechter: Markus Merk (GER) |
| 12 september EK-kwalificatie № 12 «onderlinge duels» 22:00 uur | Simão 11' |       | 88' Branislav Ivanović | Estádio José Alvalade, Lissabon Toeschouwers: 53.000 Scheidsrechter: Markus Merk (GER) |

|                                                              |         |       |        |                                                                                        |
| 13 oktober EK-kwalificatie № 13 «onderlinge duels» 17:00 uur | Armenië | 0 – 0 | Servië | Hrazdan Stadion, Jerevan Toeschouwers: 10.000 Scheidsrechter: Stefan Johannesson (SWE) |
| 13 oktober EK-kwalificatie № 13 «onderlinge duels» 17:00 uur |         |       |        | Hrazdan Stadion, Jerevan Toeschouwers: 10.000 Scheidsrechter: Stefan Johannesson (SWE) |

|                                                              |                  |       | |                                                                                           |
| 17 oktober EK-kwalificatie № 14 «onderlinge duels» 18:00 uur | Azerbeidzjan     | 1 – 6 | Servië | Tofikh Bakhramovstadion, Bakoe Toeschouwers: 9.000 Scheidsrechter: Thomas Einwaller (AUT) |
| 17 oktober EK-kwalificatie № 14 «onderlinge duels» 18:00 uur | Samir Aliyev 26' |       | 4' Zoran Tošić 22' Nikola Žigić 41' Boško Janković 42' Nikola Žigić 75' Milan Smiljanić 84' Danko Lazović | Tofikh Bakhramovstadion, Bakoe Toeschouwers: 9.000 Scheidsrechter: Thomas Einwaller (AUT) |

|                                                               |                                    |       |                                          |                                                                                           |
| 21 november EK-kwalificatie № 15 «onderlinge duels» 20:45 uur | Servië                             | 2 – 2 | Polen                                    | Stadion Crvene zvezde, Belgrado Toeschouwers: 5.000 Scheidsrechter: Massimo Busacca (SUI) |
| 21 november EK-kwalificatie № 15 «onderlinge duels» 20:45 uur | Nikola Žigić 69' Danko Lazović 71' |       | 28' Rafał Murawski 47' Radosław Matusiak | Stadion Crvene zvezde, Belgrado Toeschouwers: 5.000 Scheidsrechter: Massimo Busacca (SUI) |

|                                                               |                             |       |            |                                                                                   |
| 24 november EK-kwalificatie № 16 «onderlinge duels» 18:00 uur | Servië                      | 1 – 0 | Kazachstan | Stadion Partizan, Belgrado Toeschouwers: 400 Scheidsrechter: Kyros Vassaras (GRE) |
| 24 november EK-kwalificatie № 16 «onderlinge duels» 18:00 uur | Sergei Ostapenko 79' (e.d.) |       |            | Stadion Partizan, Belgrado Toeschouwers: 400 Scheidsrechter: Kyros Vassaras (GRE) |

## FIFA-wereldranglijst
| JAN | FEB | MAR | APR | MEI | JUN | JUL | AUG | SEP | OKT | NOV | DEC |
| --- | --- | --- | --- | --- | --- | --- | --- | --- | --- | --- | --- |
| 33  | 29  | 28  | 32  | 31  | 22  | 17  | 18  | 22  | 27  | 30  | 27  |

## Statistieken
| Vladimir Stojković | 1983-07-28 | Sporting Lissabon  | 8  | 0 | 0 | 14 | 0 |
| Vlada Avramov      | 1979-04-05 | AC Fiorentina      | 2  | 0 | 0 | 2  | 0 |
| Verdediging        |            |                    |    |   |   |    |   |
| Antonio Rukavina   | 1984-01-26 | Borussia Dortmund  | 7  | 0 | 0 | 7  | 0 |
| Branislav Ivanović | 1984-02-22 | Chelsea FC         | 6  | 0 | 1 |    |   |
| Ivica Dragutinović | 1975-11-13 | Sevilla FC         | 6  | 0 | 0 |    |   |
| Duško Tošić        | 1985-01-19 | Werder Bremen      | 5  | 1 | 1 |    |   |
| Nemanja Vidić      | 1981-10-21 | Manchester United  | 5  | 0 | 0 |    |   |
| Mladen Krstajić    | 1974-03-04 | Schalke 04         | 4  | 0 | 0 |    |   |
| Milan Stepanov     | 1983-04-02 | FC Porto           | 2  | 0 | 0 |    |   |
| Marjan Marković    | 1981-09-28 | Dinamo Kiev        | 1  | 1 | 0 |    |   |
| Dušan Anđelković   | 1982-06-15 | Rode Ster Belgrado | 1  | 0 | 0 |    |   |
| Milan Biševac      | 1983-08-31 | RC Lens            | 1  | 0 | 0 |    |   |
| Ivan Stevanović    | 1983-06-24 | OFK Beograd        | 1  | 0 | 0 |    |   |
| Đorđe Tutorić      | 1983-03-05 | Rode Ster Belgrado | 1  | 0 | 0 |    |   |
| Middenveld         |            |                    |    |   |   |    |   |
| Nenad Kovačević    | 1980-11-11 | RC Lens            | 10 | 0 | 0 |    |   |
| Miloš Krasić       | 1984-11-01 | CSKA Moskou        | 8  | 1 | 0 |    |   |
| Zdravko Kuzmanović | 1987-09-22 | AC Fiorentina      | 7  | 0 | 2 |    |   |
| Boško Janković     | 1984-03-01 | US Palermo         | 6  | 3 | 3 |    |   |
| Dejan Stanković    | 1978-09-11 | Inter Milan        | 5  | 0 | 0 |    |   |
| Igor Duljaj        | 1979-10-29 | Sjachtar Donetsk   | 4  | 2 | 0 |    |   |
| Zoran Tošić        | 1987-04-28 | FK Partizan        | 2  | 2 | 0 |    |   |
| Ognjen Koroman     | 1978-09-19 | Rode Ster Belgrado | 1  | 2 | 0 |    |   |
| Ivan Ergić         | 1981-01-21 | FC Basel           | 1  | 0 | 0 |    |   |
| Gojko Kačar        | 1987-01-26 | Hertha BSC Berlin  | 1  | 0 | 0 |    |   |
| Milan Smiljanić    | 1986-11-19 | Espanyol Barcelona | 0  | 2 | 1 |    |   |
| Stefan Babović     | 1987-01-07 | FC Nantes          | 0  | 1 | 0 |    |   |
| Ljubomir Fejsa     | 1988-08-14 | Hajduk Kula        | 0  | 1 | 0 |    |   |
| Aanval             |            |                    |    |   |   |    |   |
| Nikola Žigić       | 1980-09-25 | Valencia CF        | 5  | 2 | 4 | 13 | 7 |
| Marko Pantelić     | 1978-09-15 | Hertha BSC Berlin  | 5  | 2 | 0 | 12 | 1 |
| Milan Jovanović    | 1981-04-18 | Standard Luik      | 3  | 3 | 1 | 6  | 1 |
| Danko Lazović      | 1983-05-17 | PSV Eindhoven      | 2  | 6 | 0 | 12 | 3 |
| Ranko Despotović   | 1983-01-21 | Rapid Boekarest    | 1  | 0 | 0 | 1  | 0 |

FSS · A-internationals · Bondscoaches · Statistieken · Servisch vrouwenelftal · Olympisch elftal · Servië U21 · Servië U20 · Servië U19 · Servië U17 · Servië en Montenegro U19 · Servië en Montenegro U17
2003 – 2006** · 
2006 – 2009 · 
2010 – 2019 ·
2020 − 2029
EK 2008 · 
EK 2012 · 
EK 2016 ·
EK 2020
WK 2006** · 
WK 2010 · 
WK 2014 · 
WK 2018 ·
WK 2022
OS 2004** · 
OS 2008 · 
OS 2012 ·
OS 2016 ·
OS 2020
2006 · 
2007 · 
2008 · 
2009 · 
2010 · 
2011 · 
2012 · 
2013 · 
2014 · 
2015 · 
2016 ·
2017 ·
2018 ·
2019 ·
2020 ·
2021 ·
2022
Albanië ·
Algerije ·
Armenië ·
Australië ·
Azerbeidzjan ·
Bahrein ·
België ·
Bolivia ·
Brazilië ·
Bulgarije ·
Chili ·
China ·
Colombia ·
Costa Rica ·
Cyprus ·
Denemarken ·
Dominicaanse Republiek ·
Duitsland ·
Engeland ·
Estland ·
Faeröer ·
Finland ·
Frankrijk ·
Georgië ·
Ghana ·
Griekenland ·
Honduras ·
Hongarije ·
Ierland ·
Israël ·
Italië ·
Jamaica ·
Japan ·
Jordanië ·
Kameroen ·
Kazachstan ·
Kroatië · 
Litouwen ·
Luxemburg ·
Marokko ·
Mexico ·
Moldavië ·
Montenegro ·
Nieuw-Zeeland ·
Nigeria ·
Noord-Ierland ·
Noord-Macedonië ·
Noorwegen ·
Oekraïne ·
Oostenrijk ·
Panama ·
Paraguay ·
Polen ·
Portugal ·
Qatar ·
Roemenië ·
Rusland ·
Schotland ·
Slovenië ·
Spanje ·
Tsjechië ·
Turkije ·
Verenigde Staten ·
Wales ·
Zuid-Afrika ·
Zuid-Korea ·
Zweden ·
Zwitserland
Brazilië (2018) · 
Costa Rica (2018) · 
Duitsland (2010) · 
Ghana (2010) · 
Kameroen (2022) · 
Zwitserland (2018)
** = Onder de naam Servië en Montenegro